# Robert Cocking
Pour les articles homonymes, voir Cocking.

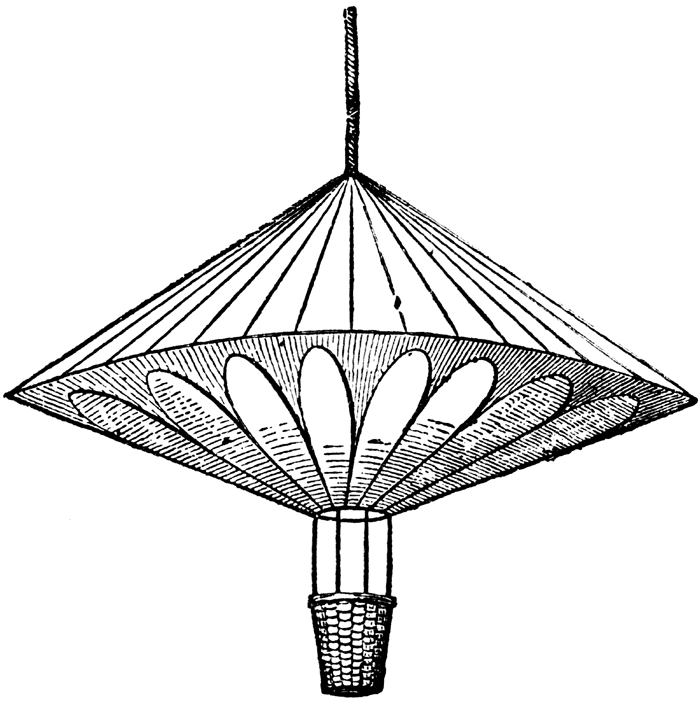
Le parachute de Cocking en 1837

Robert Cocking, né en 1776 à Londres où il est mort le 24 juillet 1837, est un peintre, aéronaute et pionnier du parachutisme britannique. 
Il est mort en testant un parachute de son invention.

## Biographie
Il effectue dès 1836 de nombreuses expériences en parachute (Bath, Vauxhall...) et est l'inventeur d'un parachute en forme de parapluie qu'il crée après avoir étudié les vols de André-Jacques Garnerin et de George Cayley. 
On lui doit aussi des lithographies. 
Jules Verne le mentionne dans sa nouvelle Un drame dans les airs.